# Franz Krejčí
Franz Krejčí též Franz Krejči (7. prosince 1878 Trutnov – prosinec 1973 Stockholm
), byl československý politik německé národnosti a meziválečný poslanec Národního shromáždění za Německou sociálně demokratickou stranu dělnickou v ČSR.

## Biografie
Profesí byl dělníkem a prošel jako zaměstnanec četnými přádelnami v regionu Trutnovska. Pracoval jako textilní dělník, zedník a natěrač. Za prací odešel dočasně do Německa a Švýcarska. V zahraničí utrpěl v lomech těžký pracovní úraz.
Od svých osmnácti let byl aktivní v dělnickém hnutí. Působil jako redaktor v listu Trautenauer Echo. Byl krajským tajemníkem DSAP v Trutnově a v roce 1938 i členem předsednictva strany. Od roku 1932 byl členem Českého zemského zastupitelstva. Profesí byl redaktorem. Podle údajů z roku 1936 bydlel v Praze, podle jiného zdroje v Trutnově.
Po parlamentních volbách v roce 1935 byl zvolen do Národního shromáždění. Mandát získal až dodatečně, v lednu 1936, jako náhradník, poté, co rezignoval poslanec Anton Schäfer.